# George Lucas
George Walton Lucas mlajši, ameriški filmski režiser, producent in scenarist, * 14. maj 1944, Modesto, Kalifornija, ZDA.
Lucas je najbolj znan kot ustvarjalec epske sage Vojna zvezd in trilogije Indiana Jones. Pod okriljem lastnega studia Lucasfilm je kot ustanovitelj hčerinskih podjetij, zadolženih izključno za posebne učinke Industrial Light and Magic (ILM) ter Skywalker Sound, postal posledično vsesplošno priznan kot inovator številnih filmskih tehnologij in oče digitalnega kina. Med drugim je Lucas aktiven tudi znotraj zabavne računalniške industrije s svojim hčerinskim podjetjem LucasArts (prej Lucasfilm Games).